# 青果物市況
青果物市況（せいかぶつしきょう）は、新聞や、ラジオ、インターネット、データ放送で伝えられる、全国の主要な公設市場における青果物（野菜・果実・花卉）の入荷量及び販売価格などの情報のことである。

## 概要
青果物市況は、毎日の市場で取引される青果物の価格や流通量をリアルタイムで把握することを目的として、農林水産省、全国農業協同組合連合会（全農）、各公設市場などが情報を提供している。
市況を通じて生産者は自らの作物の市場価値を認識し、適正な価格で出荷を行うことができる。また、仲買人や小売業者も、市況情報に基づいた仕入れや販売計画を立てることが可能となる。市場での青果物の値動きは日々変化することから、最新の市況情報を把握することは非常に重要であり、青果物市況はその情報源として、また市場の透明性を高める役割も果たしている。
農林水産省では大消費地に立地する全国30の市場の青果物市況を提供している。
青果物の流通調査には、農林水産省が所管する「青果物卸売市場調査」があるが、これは統計法第19条第1項の規定に基づく総務大臣の承認を受けた一般統計調査となっている。青果物卸売市場調査は、全国の青果物卸売市場における青果物（野菜50品目、果実44品目・品種別）の卸売数量及び卸売価額を調査し、価格形成の実態等を明らかにし、青果物の流通改善対策、価格安定対策等に資することを目的とし、旬別調査・日別調査が行われている。

## ラジオ番組

### 宮崎放送（MRTラジオ）『青果物市況』
宮崎放送では、平日・土曜日の15:50 - 15:55（JST）に前曜日分（もしくは休市前）の青果物市況をラジオにて放送する。提供は宮崎県農業協同組合（JAみやざき）

#### 概要
- 平日はGO!GO!ワイド内の1コーナーとして、土曜日は独立した番組として放送。
  - 2010年4月の改編までは平日・土曜日いずれも15:00開始であり、土曜日も番組コーナーとして放送していた[5]。
- 農林水産省九州農政局宮崎県拠点統計部（放送内では『宮崎農林水産省統計部』）が提供する青果物市況を、JAみやざきを介してMRTに提供し放送される。
- 情報の対象は東京大田市場、名古屋市中央卸売市場北部市場、大阪市中央卸売市場本場、福岡北九州市中央卸売市場。
- JAみやざき提供番組であり、コーナー内CMは生産者へ、病害虫や品質保持に関する啓発などが行われるのが特徴。
- 祝日と年末年始（12月31日から1月3日）は市場が休みとなるため番組・コーナーも休止となるが、フィラーとしてコーナー内CMが複数放送される。

放送開始
放送内容

以下に2024年9月26日を例に青果物市況の例を紹介する。用語については、外部リンク参照。
放送終了時
備考
- 2024年9月27日のTBSラジオ「ONE-J」にて出演したラジオコラムニスト『やきそばかおる』により「全国ラジオ番組の神回」として宮崎県枠で『青果物市況』が紹介された[6]。前日（土曜日）の放送を担当したMRTアナウンサーの澁谷祐太朗が出演し、パーソナリティの本仮屋ユイカの前で前日分の放送を再現して読み上げる場面が放送された[6]。
- JAみやざきの発足（2024年4月）に伴う関連団体の合併が実施された2025年3月以前は宮崎県経済農業協同組合連合会（JA宮崎経済連）の提供であった[7]。
- BGMは、JA宮崎中央会テーマソング『南のパラダイス』（作詞：仙鉄也、作曲：大城光恵、歌：川畑恵美 ）。この曲はかつて、テレビ宮崎（UMK）で放送されていた「歌謡スポット」でも放送されていた。
- 原稿は文章でなく、書き込み式の表を読み上げる。
- 宮崎放送所属アナウンサーは全員が経験しているため『青果物市況が読めて一人前』とされており、『青果物デビュー』という用語も存在している[6]。

### 南日本放送（MBCラジオ）『910経済連イキイキ園芸情報プラス』
南日本放送では、平日 9：10～9：14　（JST）のうち、火曜日に野菜・花・茶、金曜日に野菜・果樹の青果物市況が放送される

### 高知放送（RKCラジオ）『園芸販売情報』
高知放送では平日15時45分頃、土曜日16時頃に主な野菜、果物、花の市況が放送される。なお、休市の日は生産者が出演し、栽培している品目を紹介する。

## 新聞
- 日本農業新聞などの専門誌、地方紙などに地方の青果物市場の市況が掲載される。地方紙では前日の状況が掲載される。